# Santiago y Zaraíche
Santiago y Zaraíche es una pedanía perteneciente al municipio de Murcia, en la Región de Murcia (España). 
Cuenta con una población de 11 404 habitantes (INE 2022) y una extensión de 1,33 km². Se encuentra al norte del distrito de la ciudad de Murcia, con el que forma un continuo urbano, y se sitúa a una altitud media de 39 metros sobre el nivel del mar.

## Geografía
Limita con:
- al norte: Cabezo de Torres, Churra y El Puntal
- al oeste: barrio murciano de Santa María de Gracia
- al este: Zarandona
- al sur: barrios de Vistalegre y La Flota.

## Historia

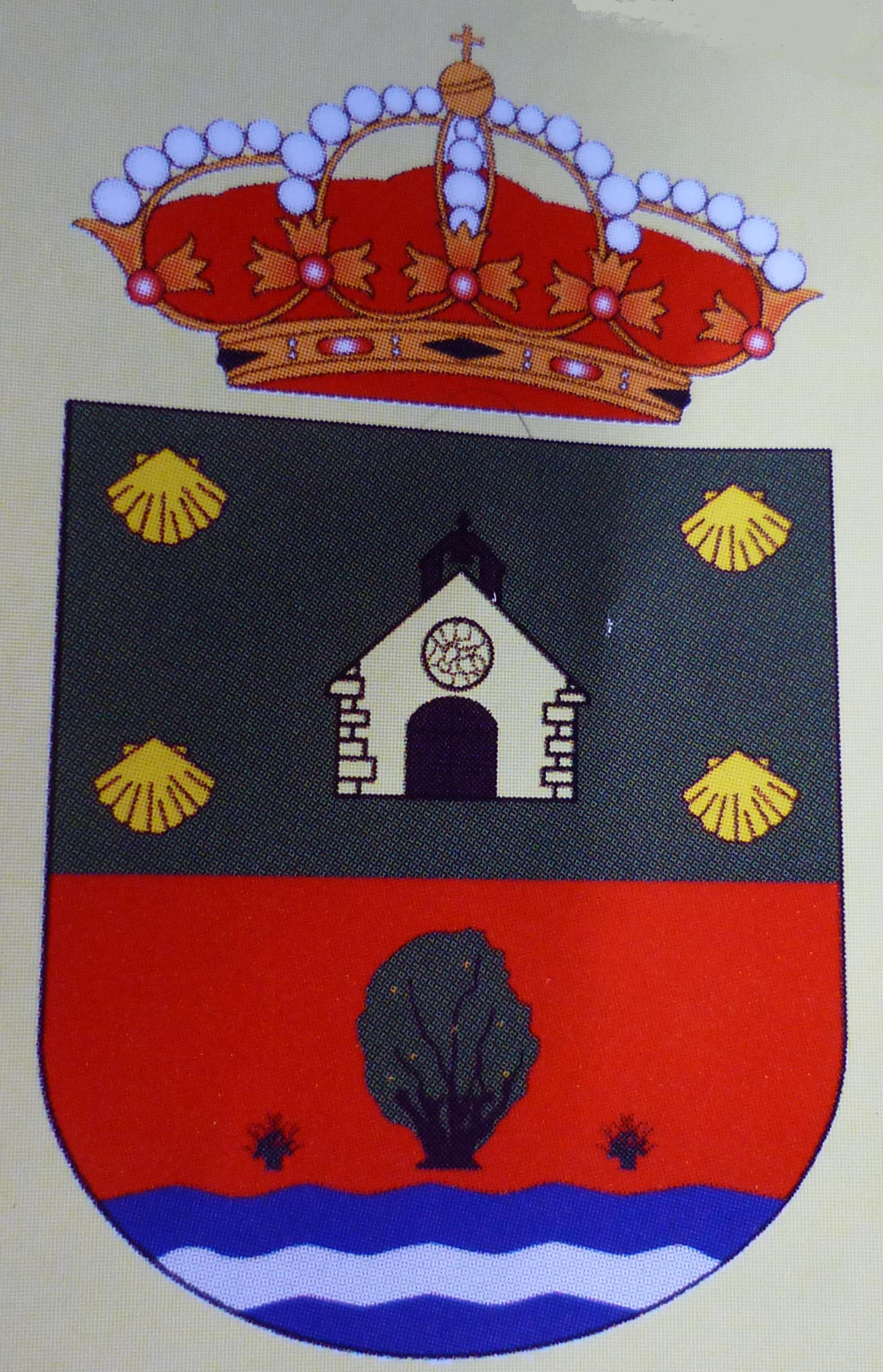
Escudo de Santiago y Zaraiche

Tras la dominación visigoda, los musulmanes hicieron de estas tierras un importante foco cultural ligado a la pujante.
Se atribuye al emir Abd al-Rahman II la fundación, en el año 831, de Mursiya, la actual Murcia.
A raíz de la conquista cristiana llevada a cabo por el rey Alfonso X “El Sabio”, la región se incorporó a la Corona de Castilla en 1243, si bien el acuerdo reconquistador entre castellanos y aragoneses no llegó hasta un año después por medio del Tratado de Almizra, y en 1304 parte de su territorio pasó al reino de Valencia, integrante de la Corona de Aragón.
En 1833 se produjo la división de la zona en dos provincias: Murcia y Albacete. Cuarenta años más tarde, estalló en Cartagena el principal de los movimientos cantonalistas durante la I República. Desde 1982, Albacete forma parte de la comunidad autónoma de Castilla-La Mancha. En junio de ese mismo año, la Región de Murcia se constituyó a su vez en comunidad autónoma al aprobarse su Estatuto de Autonomía, actualmente Santiago y Zaraiche es una pedanía de la población de Murcia siendo su comarca la Huerta de Murcia en la Región de Murcia.
Parece ser que hasta el siglo XIX esta diputación o pedanía era conocida solamente con el nombre de Zaraíche, denominación que desde época árabe identifica una de las principales acequias que riegan la zona norte de la huerta de Murcia, la que tiene su toma en la Acequia Mayor de Aljufía, en el pago de la Albatalía, y discurre hasta los límites con el municipio de Orihuela. A partir del citado siglo se comienza a conocer como Santiago y Zaraíche, sin que tengamos constancia cierta del motivo de dicho añadido.
En un artículo publicado en el diario la Opinión se afirma que al término tradicional de Zaherich, o Zafariche, se le impuso el nombre de Santiago “… al desaparecer la parroquia que con tal denominación existía en Murcia” (la actual ermita de Santiago). No obstante podría tener un origen más antiguo dado que, según Robert Pocklington, en tierras que se incluirían dentro del pago de Zaraíche, discurría el Brazal de Santiago, existiendo también una ermita dedicada a dicho santo, “…junto a la cual se hallaba el medieval Portillo de Santiago, abierto en la muralla septentrional del barrio de la Arrixaca”.
Con relación al término Zaraíche, el autor anteriormente citado señala que, en el Libro del Repartimiento se nombra un Açihayrch, o Acuharich, y en la Partición del Agua de 1353 se lee Caharrich, aunque en documentos de los siglos XV y XVI aparece como Çahariche, o Çafariche. Posteriormente el topónimo sufre una transformación y lo encontramos citado por Cascales como Çarahîche, y en su forma actual de Zarayche o Zaraiche lo encontramos en documentos del siglo XVIII. Dichas grafías pueden derivar de la palabra árabe Sahrïy que significa “balsas, estanques”. Esta idea entronca con el hecho de que hasta época bastante reciente estas tierras tenían la característica de ser pantanosas.
Se tiene constancia de que dada sus características pantanosas inicialmente eran un lugar de la huerta muy extenso pero con escasa población, aunque a lo largo del siglo XVI se detecta un importante aumento poblacional especialmente debido a la llegada de gran número de moriscos que habían sido expulsados de Granada, los cuales residieron y cultivaron estas tierras hasta que Felipe III determinó su expulsión en el año 1614.
Probablemente fue en el siglo XVIII cuando se construye la conocida Ermita de Puche, en donde se Entronizará, como Patrona de la Pedanía, a Nuestra Señora de Atocha, Virgen que, según Manuel Herrero, es la protectora del esparto (se denomina “atocha” al esparto empleado en hacer cestos y otros artículos, siendo utilizado también en Murcia en las obras de mantenimiento de las acequias, en donde se realizaban las “atochadas” o entramados de esparto que recubrían las paredes de los canales para el riego, conociéndose como “atocheros” a las personas que se dedicaban a estas tareas). Según la Tradición Popular fue una familia que se dedicaba al tratamiento y manipulación de este material la que financió la construcción de la citada ermita.
Con la llegada del siglo XIX y la difusión de los nuevos planteamientos de división territorial enunciados en la Constitución de 1812, llevados a la práctica durante el Trienio Liberal (1820-1823) gran número de diputaciones o pedanías solicitaron su independencia municipal, siendo Santiago y Zaraíche una de las pocas que se mantuvo fiel a su integración dentro del Ayuntamiento de Murcia.
Como se indica anteriormente la pedanía de Santiago y Zaraiche se extendía por un gran tramo de huerta situada al Norte de la ciudad, lindando con esta, aproximadamente, por la actual Calle de Acisclo Díaz. Será esta cercanía a la capital y el crecimiento de esta hacia el Norte lo que ha ocasionado que ya desde los primeros años del presente siglo la pedanía haya ido perdiendo espacio físico en favor de la expansión urbana de la capital. No obstante el crecimiento poblacional de la pedanía fue muy importante durante la década de los años 60, llegando a tener, en 1969, 5376 habitantes. Consecuencia de este crecimiento fue la construcción de su iglesia parroquial en el año 1910, siendo su primer cura párroco D. Francisco Ibáñez Ruipérez.
En el año 1981 la pedanía ve disminuida su extensión superficial y su número de habitantes como consecuencia de la creación de la pedanía de Zarandona por acuerdo del Pleno del Ayuntamiento de Murcia de fecha 30 de julio de 1980, lo que motivó un descenso en el número de sus habitantes, quedando establecida su población en dicho año en tan solo 2341 habitantes. A partir de este momento se detecta un leve crecimiento que se paraliza en el año 1990, fecha a partir de la cual se denota un movimiento de signo contrario que llevará hasta los 2585 habitantes de 1996, localizándose la mayor parte de su población en los núcleos de las Casas del carril de la Iglesia y las Casas del camino de Churra.
Su población activa se ocupa en mayor proporción en el sector servicios, seguido de la industria manufacturera y la construcción. La agricultura ha visto reducido considerablemente el número de trabajadores dedicadas a esta actividad, aunque en la pedanía sigue siendo importante el cultivo de árboles, especialmente el melocotonero, hortalizas como lechuga, col, repollo, coliflor y acelga, siendo también importante su producción de patatas.
Aunque antiguamente Santiago y Zaraíche estaba inmersa en las áreas de huerta que rodeaban a la capital municipal de Murcia hoy día no existe una dependencia económica del sector agrícola simplemente porque ya no hay agricultura en la geografía de Santiago y Zaraíche. Apenas unos huertos cercanos a Churra pueden seguir mostrando pequeños cultivos dedicados al autoabastecimiento.
Y a mediados del siglo XX Zaraíche incluía una de las estaciones y apeadero de tren de la ciudad actualmente estación del tranvía, la continua expansión de la urbe fue allanando poco a poco las diferencias entre ciudad y huerta. La masiva construcción de edificios convirtió a la vieja pedanía en un barrio más de Murcia.

## Economía
Su cercanía al viejo centro comercial murciano y la construcción en sus inmediaciones de servicios públicos importantes, tales como la Biblioteca y el Archivo Regional, el Pabellón de Deportes "Principe de Asturias", o centros médicos como la Clínica de Belén, configuran una realidad económica basada en el sector servicios, desde el pequeño comercio a las grandes empresas y áreas de venta de la alimentación o del sector del ocio.
Los vecinos de Santiago y Zaraíche disfrutan de un lugar de residencia inmerso en la dinámica comercial de la urbe. Mientras sus puestos de trabajo pueden situarse en otra localidad o en la ciudad, su pedanía, ya prácticamente un barrio, les ofrece todos los elementos necesarios para su vida cotidiana, tanto en la adquisición de productos como en el disfrute de locales de ocio y tiempo libre.

## Centro Social
Situado en la Avenida Nuestra Señora de Atocha, el Centro Social cuenta con un salón general, una sala de lectura, una de usos múltiples, un almacén 6 metros cuadrados contando en total con una superficie útil de 585 metros cuadrados. Ofrece a sus socios teatro y gerontogimnasia,
entre otras actividades.

## Centros educativos
- Colegio Público "Nuestra Señora de Atocha", situado en Avenida Nuestra Señora de Atocha, que imparte Educación Infantil (62 alumnos año 2004), Primaria (140 alumnos año 2004) y en ESO (48 alumnos año 2004). Dispone de servicio de comedor.
- Colegio Público "Nuestra Señora de Belén", situado en Avenida Doctor Parrilla, dispone de servicio de comedor.
- Colegio Público "La Arboleda", situado en Calle Los Guerreros, dispone de servicio de comedor.
- Centro Público de Educación Especial "Las Boqueras"; C.P.E.E. y Cerea niños autistas, situado en el Camino Viejo de Monteagudo e inaugurado el de 17 de septiembre de 1988.
- Centro Educativo Fuenteblanca Sociedad Cooperativa, es un Centro Privado de Educación Primaria, Secundaria e Infantil. Ocupa 6.898 metros cuadrados y una concesión a 75 años, está situado en Avenida de Don Juan de Borbón, esquina a calle Periodista Antonio Herrero, y cuenta con 6 unidades de Educación Infantil (0-3 años y 3-6 años), 12 unidades de Educación Primaria (6-11 años) y 8 de Educación Secundaria Obligatoria ESO (12-16 años). Inaugurado en el curso 2008-2009, reserva el 15 % de las plazas en los niveles obligatorios de enseñanza y el 10 % en educación infantil para los alumnos con Necesidades Educativas Especiales (N.E.E.) o pertenecientes a entornos sociales desfavorecidos. 
El centro cuenta con aproximadamente 14 000 metros cuadrados edificables, en los que incluye 6 aulas para el primer ciclo de Infantil, otras 6 para el segundo ciclo, 12 para Primaria y 8 de Secundaria.
También dispone de espacios destinados a los departamentos, aulas de usos múltiples, laboratorios, informática, piscina, un salón de actos y un polideportivo.

## Peñas huertanas de Santiago y Zaraíche
-Peña Huertana -El Membrillo-, "Grupo de Coros y Danzas Virgen de Atocha", con sede en Avenida de la Inmaculada, realiza actividades de enseñanza de baile regional, música de cuerda pulsada y canto.
-Peña Huertana -El Botijo- "Grupo de Coros y Danzas San Francisco de Asís", con sede en Calle Olimpia, realiza actividades de baile regional, enseñanza de música de cuerda pulsada, plectro y canto.

## Clubs deportivos de Santiago y Zaraíche
- Zaraíche Tenis de Mesa, Club de Tenis de Mesa fundado en el año 2022. www.zaraichetm.es

## Fiestas
- Junio: Fiestas Patronales en Honor de Santa María Purísima de Atocha y Santiago Apóstol.

- 8 de diciembre: Festividad de Santa María Purísima de Atocha, Titular de la Parroquia y Patrona de la Pedanía.